# Desmopterus pacificus
Desmopterus pacificus är en snäckart som beskrevs av Essenberg 1919. Desmopterus pacificus ingår i släktet Desmopterus och familjen Desmopteridae. Inga underarter finns listade i Catalogue of Life.